# ميليسا ميلر
ميليسا ميلر (بالإنجليزية: Melissa Miller)‏ هي رسامة أمريكية، ولدت في 1951.

## وصلات خارجية
- ميليسا ميلر على موقع ميوزك برينز (الإنجليزية)